# Tristan Bernard
Paul Bernard, conegut amb el sobrenom de Tristan Bernard, (Besançon, 7 de setembre de 1866 - París, 7 de desembre de 1947) va ser un novel·lista i autor dramàtic francès.

## Obra dramàtica
- 1895. Les Pieds nickelés.
- 1897 Allez, messieurs!.
- 1897. Le Fardeau de la liberté.
- 1898. Franches Lippées.
- 1898. Silvérie, ou les Fonds hollandais.
- 1898. Le Seul Bandit du village.
- 1899. Une aimable lingère, ou Chaque âge a ses plaisirs.
- 1899. L'Anglais tel qu'on le parle.
- 1899. Octave ou les Projets d'un mari.
- 1899. La Mariée du Touring-Club.
- 1900. Un négociant de Besançon.
- 1901. L'Affaire Mathieu.
- 1902. Daisy.
- 1903. Les Coteaux du Médoc.
- 1904. Le Captif.
- 1905. Triplepatte.
- 1907. La Peau de l'ours.
- 1907. Sa Sœur.
- 1907. La Cabotine.
- 1907. Monsieur Codomat.
- 1908. Les Jumeaux de Brighton.
- 1908. Le Poulailler.
- 1909. Le Danseur inconnu.
- 1910. Le Peintre exigeant.
- 1910. Le Costaud des Épinettes.
- 1911. L'Incident du 7 avril.
- 1911. Le Petit Café.
- 1911. L'Accord parfait.
- 1912. On naît esclave.
- 1912. Les Phares Soubigou.
- 1913. La Gloire ambulancière.
- 1913. Les Deux Canards.
- 1913. Jeanne Doré.
- 1914. La Crise ministérielle.
- 1914. Du vin dans son eau, ou l'Impôt sur le revenu.
- 1914. Le Prince charmant.
- 1916. L'École du piston.
- 1917. Le Sexe fort.
- 1920. Les Petites Curieuses.
- 1922. My Love... Mon Amour.
- 1922. Ce que l'on dit aux femmes.
- 1925. Les Plaisirs du dimanche.
- 1925. L'École des quinquagénaires.
- 1926. Un perdreau de l'année.
- 1929. Jules, Juliette et Julien, ou l'École du sentiment.
- 1930. L'École des charlatans.
- 1930. Langevin père et fils.
- 1930. Un ami d'Argentine.
- 1931. Le Sauvage.
- 1937. La Partie de bridge.

## Traduccions al català
- 1909. Menjar de franc. Traducció de Josep Carner
- 1911. L'intrús. Traducció de Carles Capdevila i Recasens
- 1919. El cafè del racó. Traducció de Josep Maria Jordà i Alexandre Soler
- 1921. La dansa dels set vels. Traducció de Joaquim Montero
- 1935. Antonieta o la tornada del marquès. Traducció de Maria Carratalà